# روستا انسین دو گار
روستا انسین دو گار (به لاتین: Ancien Village de Gara) یک منطقهٔ مسکونی در جمهوری آفریقای مرکزی است که در Bamingui-Bangoran واقع شده‌است.